# لیگ فوتبال استان هرمزگان
لیگ برتر استان هرمزگان بالاترین سطح فوتبال در استان هرمزگان می‌باشد که در پنجمین سطح از فوتبال ایران و بعد از لیگ دسته سوم فوتبال ایران قرار دارد. قهرمان این جام به مسابقات کشوری لیگ دسته سوم فوتبال ایران راه می‌یابد و جواز حضور در جام حذفی را کسب می‌کند.

## نحوه برگزاری
مسابقات در ی مرحله و بین ۸ تیم برگزار می‌شود. قهرمان لیگ به لیگ دسته سوم فوتبال ایران صعود می‌کنداین مسابقات هر سال توسط هیئت فوتبال استان هرمزگان برگزار می‌شود.

## فصل ۹۷–۱۳۹۸

### تیم‌های حاضر
- استقلال خونسرخ
- ستارگان بستانو
- ملوان بندرعباس
- جبل بر شهرو
- سیبه کوخرد
- اتحاد دژگان
- جنوب انرژی بر پارسیان
- شاهین بندرلنگه
- اتحاد رودان
- هرنگ‌جوان بستک
- پاس بندرلنگه
- متحد معز آباد رودان